# Трафик прекосява Лийдс Бридж
„Трафик прекосява Лийдс Бридж“ (на английски: Traffic Crossing Leeds Bridge) е британски документален късометражен ням филм на режисьора Луи Льо Принс от 1888 година.

## Продукция
Филмът представлява поредица от бързозаснети фотографии, които показват движение на пешеходци и карети по моста Лийдс Бридж в Лийдс.
Кинолентата е заснета като експериментален филм, целящ да провери работоспособността на поредната хронофотографска камера, изобретена от Льо Принс. Камерата, която е била с един обектив и впоследствие е получила условното наименование „LPCCP Mk II“ от киноисториците, е снимала на ролирана фотографска хартия с ширина 54 милиметра, която е била разработена през 1884 година от Джордж Истман и Уилям Уокър. Апаратът е бил нова разработка, предшестваща по-малко удачната камера с 16 обектива. Известно е, че са били изработени два екземпляра от този тип камери, различаващи се незначително една от друга. По сведения на Адолф Льо Принс, сина на Луи, за снимките на моста е използван втория екземпляр, снимащ с честота от 20 кадъра в секунда.
Съхранилата се част от оригиналния негатив, която съдържа 19 кадъра е била копирана на стъклена фотографска плака в Музея на науката в Лондон, където дъщерята на режисьора, Мери е предала запазения материал през 1930 година. За първи път движещите се изображения от лентата са пресъздадени по цифровия метод през 1989 година от „Британския национален медиямузей“ в Брадфорд, в резултат на което се получават 65 кадъра с общо времетраене от 2,76 секунди.
През 1945 година оригиналния мост, показан във филма е разрушен и на негово място е построен нов, но сградата през чиито прозорци Льо Принс е снимал, се е съхранила и до наши дни.